# Noyalo
Noyalo är en kommun i departementet Morbihan i regionen Bretagne i nordvästra Frankrike. Kommunen ligger i kantonen Vannes-Est som tillhör arrondissementet Vannes. År 2018 hade Noyalo 894 invånare.

## Befolkningsutveckling
Antalet invånare i kommunen Noyalo
| Referens: INSEE |